# Ulrich Bongertmann

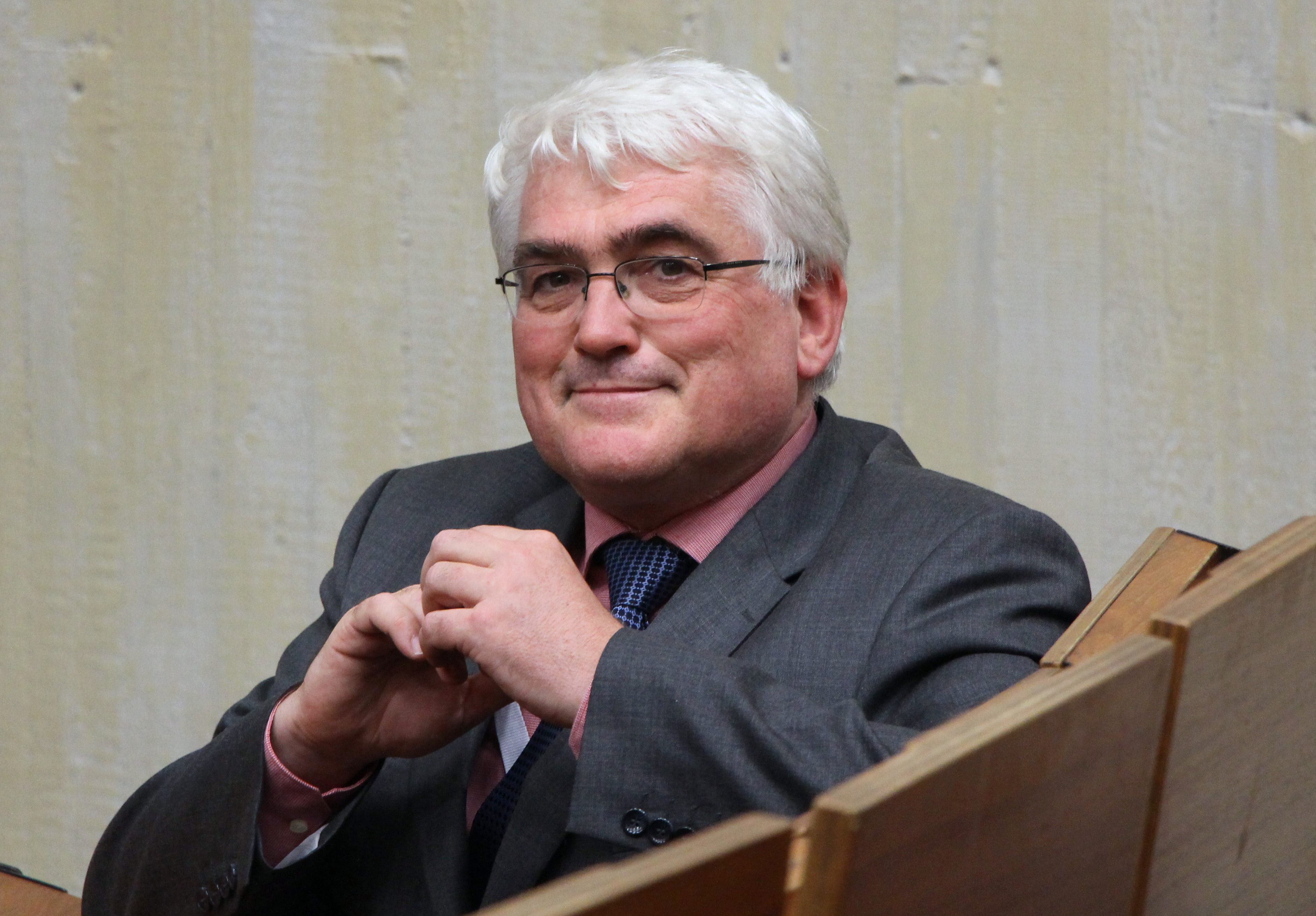
Ulrich Bongertmann auf dem Göttinger Historikertag 2014

Ulrich Bongertmann (* 23. April 1958 in Haltern) ist ein deutscher Gymnasiallehrer. Er war von 2012 bis 2018 Vorsitzender des Verbandes der Geschichtslehrer Deutschlands (VGD).
Bongertmann studierte nach dem Abitur in Kleve von 1979 bis 1985 Geschichte, Latein und Philosophie in Münster. Danach wurde er Lehrer in Osnabrück und am Gymnasium Josephinum in Hildesheim. 1993 ging er als Fachleiter für Geschichte und Latein an das Studienseminar Rostock und unterrichtete an der Großen Stadtschule Rostock. Zugleich ist er auch Fachreferent für das Fach Geschichte und Latein des Bildungsministeriums Mecklenburg-Vorpommern mit Verantwortung für die Rahmenpläne und die Lehrerfortbildung. Von 2012 bis 2018 war er Bundesvorsitzender des Verbandes der Geschichtslehrer Deutschlands.
Bongertmann veröffentlichte unterrichtspraktische und geschichtsdidaktische Beiträge vorwiegend zur deutschen Nachkriegsgeschichte. Darin sprach er sich im Anschluss an Christoph Kleßmann für eine integrative deutsch-deutsche Parallelgeschichte im Unterricht aus. Bongertmann ist Schulbuchautor für Geschichtsbücher (Epochen und Strukturen, Das waren Zeiten) und Redakteur der Zeitschrift geschichte für heute. Mehrfach wies er in den Jahren 2017 und 2018 falsche Behauptungen von AfD-Politikern zurück, dem Holocaust komme ein unangemessen großer Anteil am aktuellen Geschichtsunterricht zu.
Bongertmann war einer der Teilnehmer der NDR-Quizsendung Die Superpauker. Seit 2018 ist er Vorsitzender der Max-Samuel-Haus-Stiftung in Rostock.

## Schriften
- (Moderator): Lernen, arbeiten, siegen: Die Ära Ulbricht. Praxis Geschichte, Heft 5, Jahrgang 11 (1997).
- (Moderator): BR-D-DR: achtziger Jahre. Praxis Geschichte, 3-2000.
- Mithrsg.: Ora et labora. [Elektronische Ressource]: klösterliches Leben im Mittelalter. Braunschweig 2001, ISBN 3-14-376001-X.
- (Moderator): Geteiltes Land – geteiltes Leben? Praxis Geschichte, 3-2005.
- Mithrsg.: DDR-Geschichte im Unterricht: Schulbuchanalyse, Schülerbefragung, Modellcurriculum. Metropol, Berlin 2006.
- (Moderator): Friedliche Revolution 1989. Praxis Geschichte, Jahrgang 22 (2009).
- DDR: Mythos und Wirklichkeit: wie die SED-Diktatur den Alltag der DDR-Bürger bestimmte. Didaktische Begleitung zur gleichnamigen Ausstellung / Ulrich Bongertmann, Konrad-Adenauer-Stiftung, St. Augustin 2011, ISBN 978-3-942775-12-0.
- Hrsg.: 100 Jahre Verband der Geschichtslehrer Deutschlands. Beiträge zum Jubiläum in Marburg (Lahn) am 28. September 2013. Verlag Nicole Schmenk, Oberhausen 2014, ISBN 978-3-943022-26-1.
- Lebensläufe „verdorbener Greise“? Ein WebQuest zu Biografien der SED-Nomenklatura. In: Praxis Geschichte. 2-2015, S. 12–17.
- Mitautor: Leitfaden Referendariat im Fach Geschichte. Wochenschau, Schwalbach 2017, ISBN 978-3-7344-0445-0.
- Sich vor Illusionen hüten und den Unterricht für Neues öffnen. In: Christian Kuchler, Andreas Sommer (Hg.): Wirksamer Geschichtsunterricht. Schneider Hohengehren 2018, S. 46–54, ISBN 978-3-8340-1905-9.
- (Mithrsg.): Deutschland und Frankreich – Geschichtsunterricht für Europa / France – Allemagne. L’enseignement de l’histoire pour l’Europe Die deutsch-französischen Schulbuchgespräche / Les rencontres franco-allemandes sur les manuels scolaires dans le contexte européen. Wochenschau, Frankfurt am Main 2018, ISBN 978-3-7344-0598-3.
- Verschrobenes und Gefährliches aus der „Reichsbürgerbewegung“. In: geschichte für heute. 2-2018, S. 48–53.
- „Unsere“ Geschichte. Geschichtsunterricht im Integrationsland Deutschland. In: Die Politische Meinung. 551 (2018), online.
- Alltag in der DDR. Geschichtsunterricht praktisch, Wochenschau, Frankfurt am Main 2021, ISBN 978-3-7344-1095-6.
- Kants Schrift „Zum Ewigen Frieden“ im historisch-politischen Unterricht. In: Geschichte für heute, 3-2024, S. 17–34.

## Einzelbelege
1. ↑  Ulrich Bongertmann: Gauland und der “Vogelschiss”: Betreiben die Schulen einen “Schuldkult” um den Holocaust? Geschichtslehrer widersprechen. In: news4teachers. 5. Juni 2018, abgerufen am 6. Juli 2018.

| Personendaten    | Personendaten                             |
| ---------------- | ----------------------------------------- |
| NAME             | Bongertmann, Ulrich                       |
| KURZBESCHREIBUNG | deutscher Lehrer und Geschichtsdidaktiker |
| GEBURTSDATUM     | 23. April 1958                            |
| GEBURTSORT       | Haltern                                   |